# Saint-Benoît-des-Ondes
 Saint-Benoît-des-Ondes  es una población y comuna francesa, situada en la región de Bretaña, departamento de Ille y Vilaine, en el distrito de Saint-Malo y cantón de Cancale.

## Demografía
| 627 | 556 | 547 | 612 | 775 | 799 |
| Para los censos de 1962 a 1999 la población legal corresponde a la población sin duplicidades (Fuente: INSEE [Consultar]) |     |     |     |     |     |